# Mico-leão-de-cara-dourada
O mico-leão-de-cara-dourada ou mico-leão-da-cara-dourada (nome científico: Leontopithecus chrysomelas), também referido genericamente como sagui, saguiúna ou sauim-una, é um primata endêmico do Brasil pertencente à família dos cebídeos (Cebidae) e à subfamília dos calitriquíneos (Callitrichinae). Ocorre no sul da Bahia e extremo nordeste de Minas Gerais, ocupando uma área de aproximadamente 20 000 quilômetros quadrados. Entretanto, a única unidade de conservação nessa região é a Reserva Biológica de Una. Foi a primeira espécie de mico-leão a se diversificar, e portanto, é o táxon basal do gênero leontopiteco (Leontopithecus). Assim como as outras espécies de micos-leões, já foi considerado uma subespécie, sendo atualmente uma espécie distinta.
Possui um padrão de coloração da pelagem bem característica. O corpo é todo negro, com as mãos, pelos da face e ponta da cauda de cor dourada, o que lhe conferiu seu nome popular. São animais insetívoros e frugívoros e às vezes se associam ao sagui-de-wied quando buscam alimento. É uma espécie que corre considerável risco de extinção por causa de sua distribuição geográfica restrita. Entretanto, das quatro espécies de mico-leões, é a que corre menor risco de extinção e que possui a maior população em liberdade.

## Etimologia
Sagui derivam do tupi sa'gwi ou sa'gwĩ. Saguiúna é a junção de sagui + una, enquanto sauim-una é a junção de saium + una e deriva do tupi sawin-úna. Por fim, mico originou-se, possivelmente através do espanhol, na extinta língua cumanagota do Caribe e significa "mono de cauda longa".

## Taxonomia e Evolução
O mico-leão-de-cara-dourada pertence ao gênero leontopiteco (Leontopithecus), grupo monofilético da família dos cebídeos (Cebidae) e subfamília dos calitriquíneos (Callitrichinae). Foi descrito e classificado por Heinrich Kuhl, em 1820. Já houve dúvida se era de fato um mico-leão, por alguns autores do início do século XX, como Elliot (1913) e Thomas (1922). O gênero leontopiteco foi proposto por Hershkovitz (1977) como monotípico, sendo o mico-leão-dourado (Leontopithecus rosalia) a única espécie: o mico-leão-de-cara-dourada era uma subespécie (L. r. chrysomelas), junto com o mico-leão-dourado (L. r. rosalia) e com o mico-leão-preto (L. r. chrysopygus). Essa classificação foi revisada e atualmente é considerado uma espécie distinta, como as outras espécies de micos-leões.
Evidências genéticas apontam para um período muito recente de diversificação dos micos-leões, a partir de refúgios de floresta no Pleistoceno. Estudos filogenéticos corroboram com a hipótese de que o mico-leão-de-cara-dourada foi a primeira espécie a se separar das demais, sendo o taxon basal do clado do gênero leontopiteco. No entanto, ainda não foi encontrado nenhum fóssil da linhagem do mico-leão-de-cara-dourada.

## Distribuição Geográfica e Hábitat
O mico-leão-de-cara-dourada é endêmico da Mata Atlântica do sul da Bahia, tendo o rio das Contas como limite norte de sua distribuição o rio Pardo como limite sul. Há supostas ocorrências da espécie mais ao sul, perto do limite com o Espírito Santo, ao sul do rio Mucuri. Estudos posteriores mostraram que tal hipótese não era válida. Outrora, pareciam abundantes na região de Ilhéus. Sua área de ocorrência chega a quase 20 000 quilômetros quadrados, mas parece que já se extinguiu de sua distribuição mais ao norte, entre o rio das Contas e o rio Ilhéus. Sua ocorrência a oeste chega até a 150 quilômetros do litoral, já não ocorrendo mais à medida que aumenta a altitude, nas proximidades do planalto de Vitória da Conquista, se distribuindo ao longo do rio Gongoji no noroeste. Pode ser encontrado também no extremo nordeste de Minas Gerais, ao sul do rio Jequitinhonha.
Habita principalmente a floresta ombrófila de terras baixas, sendo também encontrados nas restingas e florestas secundárias. Na área de ocorrência da espécie, não existe sazonalidade no regime de chuvas, que ocorrem de forma relativamente constante o ano todo. Nota-se que o mico-leão-de-cara-dourada, ao contrário do mico-leão-dourado, evita áreas pantanosas, principalmente para dormir. A cabruca, floresta alterada onde é feito o plantio de cacau, eventualmente é utilizada pelo mico-leão-de-cara-dourada desde que persistam altas árvores nativas. Aparentemente, o mico-leão-de-cara-dourada ocorre em quase todos os ambientes florestados de sua distribuição geográfica. Habita principalmente os estratos mais altos da floresta, entre 12 m e 19 m de altura, onde há grande abundância e diversidade de bromélias.
É a espécie de mico-leão que teve sua distribuição geográfica menos reduzida quando comparada às outras espécies do gênero, ocorrendo em quase toda a sua distribuição geográfica original. Foi registrada a sua presença em cerca de 94 localidades nos estados da Bahia e de Minas Gerais. Entretanto, a única unidade de conservação dentro de sua área de distribuição geográfica é a Reserva Biológica de Una. Além disso,  seu habitat se encontra cada vez mais fragmentado, o que causa preocupações em relação à sobrevivência da espécie.

## Descrição
Possui toda a pelagem de cor negra e brilhante, exceto ao redor da face, membros anteriores e posteriores, que são douradas, o que conferiu o nome popular da espécie. Possui um crânio com conformação única dentre os mico-leões. A face é mais alongada em comparação com as outras três espécies e também é mais robusta. Pesam entre 534 g (fêmeas) e 620 g (machos), com até 25 centímetros de comprimento, sem a cauda, que não é preênsil.

## Ecologia

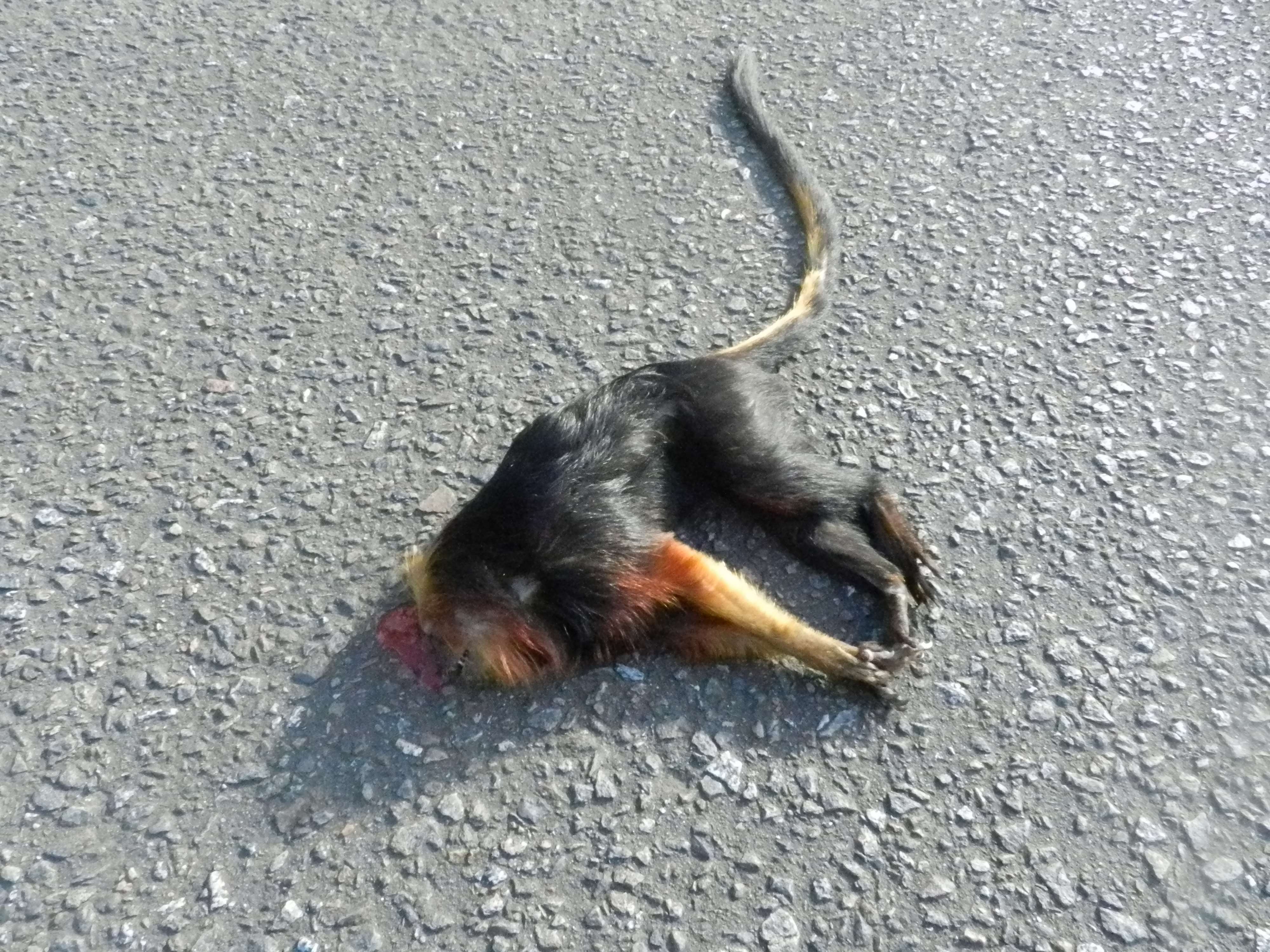
Mico-leão-de-cara-dourada atropelado na BA-262, entre Ilhéus e Uruçuca

Os micos-leões são animais frugívoros e insetívoros que apesar de seu pequeno tamanho ocupam áreas de vida relativamente grandes. Micos-leões-de-cara-dourada estudados em Una ocuparam uma área de vida média de 123 hectares. Esta área é muito maior do que a ocupada por grupos de micos-leões-dourados. Entretanto, a maior parte do tempo os animais ocupam 11% de todo esse território. Sua área de distribuição é simpátrica com a de sagui-de-wied (''Callithrix kuhlii), do qual se diferencia ecologicamente. O mico-leão-de-cara-dourada possui maior território, forrageia nos níveis mais altos da floresta e usa buracos em troncos de árvore como dormitórios. Foram reportadas associações mistas entre essas espécie, embora elas não sejam muito frequentes. Sua dieta constitui-se predominantemente de frutos maduros, néctar, insetos e pequenos vertebrados. O néctar tem menor importância na sua dieta, em relação às outras espécies de micos-leões.

## Conservação
O mico-leão-de-cara-dourada encontra-se em em perigo de extinção segundo a União Internacional para a Conservação da Natureza  (UICN) e o Instituto Chico Mendes de Conservação da Biodiversidade (ICMBio). A Reserva Biológica de Una é a principal unidade de conservação em que a espécie ocorre. Entretanto a população é tamanho reduzido para se manter viável a longo prazo. Além disso, houve uma extrema redução da cobertura vegetal e fragmentação de habitats ao longo de toda sua distribuição geográfica. Ainda assim, é a espécie do gênero leontopiteco que possui a maior população na natureza, com estimativas variando entre 6 000 e 15 000 indivíduos.